# 22e législature de la Colombie-Britannique

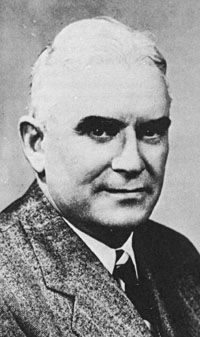
Byron “Boss” Ingemar Johnson, premier ministre (1947-1956).

La 22e législature de la Colombie-Britannique a siégé de 1950 à 1952. Ses membres sont élus lors de l'élection générale de 1949 (en). Les Libéraux et les Conservateurs forment un gouvernement de coalition dirigé par Byron Ingemar Johnson. Le CCF d'Harold Winch forme l'opposition officielle.
Nancy Hodges est présidente de l'Assemblée durant l'ensemble de la législature.

## Membre de la 22elégislature
| Député | Député                       | Circonscription         | Parti        |
| ------ | ---------------------------- | ----------------------- | ------------ |
|        | James Mowat                  | Alberni                 | Indépendant  |
|        | Frank Arthur Calder          | Atlin                   | CCF          |
|        | Ernest Edward Winch          | Burnaby                 | CCF          |
|        | Angus MacLean                | Cariboo                 | Coalition    |
|        | Leslie Harvey Eyres          | Chilliwack              | Coalition    |
|        | Thomas King                  | Columbia                | Coalition    |
|        | Herbert John Welch           | Comox                   | Coalition    |
|        | Andrew Mowatt Whisker        | Cowichan-Newcastle      | Coalition    |
|        | Leo Thomas Nimsick           | Cranbrook               | CCF          |
|        | Alexander Campbell Hope      | Delta                   | Coalition    |
|        | Roderick Charles MacDonald   | Dewdney                 | Coalition    |
|        | Charles Taschereau Beard     | Esquimalt               | Coalition    |
|        | Thomas Hubert Uphill         | Fernie                  | Travailliste |
|        | Henry Robson Bowman          | Fort George             | Coalition    |
|        | Rupert Williams Haggen       | Grand Forks-Greenwood   | CCF          |
|        | Sydney John Smith            | Kamloops                | Coalition    |
|        | Randolph Harding             | Kaslo-Slocan            | CCF          |
|        | Ernest Crawford Carson       | Lillooet                | Coalition    |
|        | Battleman Milton MacIntyre   | Mackenzie               | Coalition    |
|        | George Sharratt Pearson      | Nanaimo and the Islands | Coalition    |
|        | Walter Hendricks             | Nelson-Creston          | Coalition    |
|        | Byron Ingemar Johnson        | New Westminster         | Coalition    |
|        | Charles William Morrow       | North Okanagan          | Coalition    |
|        | John Henry Cates             | North Vancouver         | Coalition    |
|        | Herbert Anscomb              | Oak Bay                 | Coalition    |
|        | Robert Cecil Steele          | Omineca                 | Coalition    |
|        | Glen Everton Braden          | Peace River             | Coalition    |
|        | John Duncan McRae            | Prince Rupert           | Coalition    |
|        | Arvid Lundell                | Revelstoke              | Coalition    |
|        | Alexander Douglas Turnbull   | Rossland-Trail          | Coalition    |
|        | Arthur James Richard Ash     | Saanich                 | Coalition    |
|        | Arthur Brown Ritchie         | Salmon Arm              | Coalition    |
|        | Maurice Patrick Finnerty     | Similkameen             | Coalition    |
|        | Edward Tourtellotte Kenney   | Skeena                  | Coalition    |
|        | William Andrew Cecil Bennett | South Okanagan          | Coalition    |
|        | Donald Cameron Brown         | Vancouver-Burrard       | Coalition    |
|        | John Groves Gould            | Vancouver-Burrard       | Coalition    |
|        | Allan James McDonell         | Vancouver Centre        | Coalition    |
|        | Gordon Sylvester Wismer      | Vancouver Centre        | Coalition    |
|        | Arthur James Turner          | Vancouver East          | CCF          |
|        | Harold Edward Winch          | Vancouver East          | CCF          |
|        | Albert Reginald MacDougall   | Vancouver-Point Grey    | Coalition    |
|        | Tilly Jean Rolston           | Vancouver-Point Grey    | Coalition    |
|        | Leigh Forbes Stevenson       | Vancouver-Point Grey    | Coalition    |
|        | Nancy Hodges                 | Victoria City           | Coalition    |
|        | Daniel John Proudfoot        | Victoria City           | Coalition    |
|        | William Thomas Straith       | Victoria City           | Coalition    |
|        | John Joseph Alban Gillis     | Yale                    | Coalition    |

## Répartition des sièges
| Parti    | Parti                            | Député(s) |
| -------- | -------------------------------- | --------- |
|          | Coalition libérale-conservatrice | 39        |
|          | CCF                              | 7         |
|          | Indépendant                      | 1         |
|          | Travailliste                     | 1         |
| Total    | Total                            | 48        |
| Majorité | Majorité                         | 30        |

## Élections partielles
Des élections partielles ont été tenues pour diverses autres raisons:
| Circonscription | Député         | Parti | Élection         | Motif                                   |
| --------------- | -------------- | ----- | ---------------- | --------------------------------------- |
| Esquimalt       | Frank Mitchell | CCF   | 1er octobre 1951 | Décès de C.T. Beard le 21 novembre 1950 |

## Autre(s) changement(s)
- James Mowat se joint à la Coalition en février 1950[5].
- W.A.C. Bennett démissionne de la Coalition pour siéger comme Indépendant le 15 mars 1951. Il se rallie aux Créditiste en décembre, mais continu de siéger comme Indépendant[5].
- Tilly Rolston démissionne de la Coalition pour siéger comme Indépendan le 29 mars 1951[5].
- Disolution de la coalition libérale-conservatrice le 19 janvier 1952. Herbert Anscomb, Leslie Harvey Eyres, Roderick Charles MacDonald, Alexander Campbell Hope, Arvid Lundell, Ernest Crawford Carson, Arthur Brown Ritchie, Allan James McDonell, Leigh Forbes Stevenson, Donald Cameron Brown et Albert Reginald MacDougall siègent ensuite comme Progressistes-conservateurs[5].
- John Henry Cates, Battleman Milton MacIntyre et Herbert John Welch conserve la dénomination de Coalition et continue de supporter le gouvernement Johnson[6].
- Les 23 autres députés de la Coalition siège en tant que Libéraux[5].